# Kamienica przy ulicy Warszawskiej 2 w Katowicach
Kamienica przy ulicy Warszawskiej 2 w Katowicach – zabytkowa kamienica, położona się przy ulicy Warszawskiej 2 w Katowicach-Śródmieściu.
Pochodzi ona z 1908 roku i została ona wzniesiona według projektu berlińskiego architekta Metzinga w stylu modernizmu. Kamienica posiada pięć osi (na osi centralnej umieszczono detal architektoniczny, na osiach skrajnych – balkony), cztery kondygnacja nadziemne i jedną podziemną.
Obiekt wpisano do rejestru zabytków 30 grudnia 1991 roku (nr rej.: A/1449/91), a ochroną został objęty jest cały budynek. Teatr Śląski w 1981 roku otworzył w budynku Scenę Kameralną.